# ژان-پیر فی

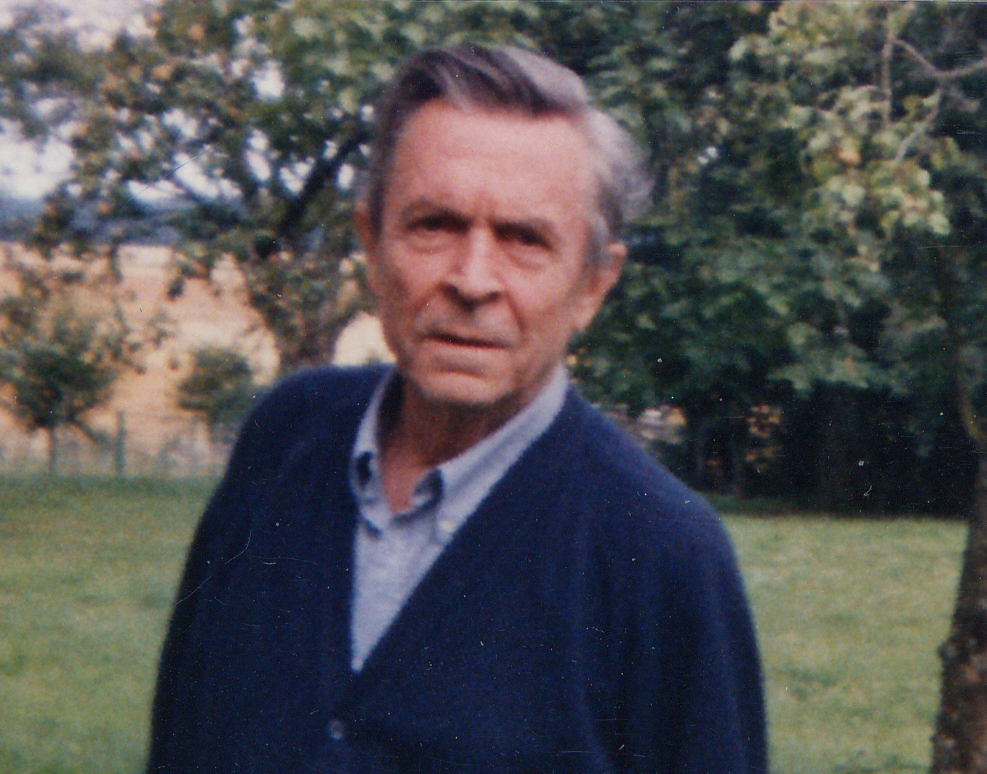
ژان-پیر فی (۲۰۰۲)

ژان-پیر فَی (Jean-Pierre Faye) (زاده ۱۹ ژوئیه ۱۹۲۵) فیلسوف فرانسوی و نویسنده اشعار داستانی و منثور است.

## نظرات
مقالات او، از جمله Théorie du récit و Langages Totalitaires، همچنان مطالعات تأثیرگذاری در مورد استفاده و سوء استفاده از زبان توسط دولت‌ها و ایدئولوژی‌های توتالیتر باقی مانده‌است.
فی با نظریه نعل اسبی شناخته می‌شود.